# Émilie Vina
Émilie Vina (* 24. März 1982 in Bonneville (Haute-Savoie)) ist eine ehemalige französische Skilangläuferin.

## Karriere
Vina trat von 1999 bis 2012 bei Wettbewerben der Fédération Internationale de Ski an. Bei den Juniorenweltmeisterschaften im slowakischen Štrbské Pleso wurde sie 31. über fünf Kilometer und 33. im Sprint. Ein Jahr später wurde sie bei den Juniorenweltmeisterschaften 2001 im polnischen Karpacz 20. im Sprint und 29. im Massenstartrennen über 15 Kilometer. Bei ihren letzten Juniorenweltmeisterschaften 2002 in Schonach im Schwarzwald kam sie als Sechste im Massenstartrennen über 15 Kilometer und als Siebte über fünf Kilometer gleich zweimal in die Top Ten, während sie den Sprint als 13. beendete. Ihr erstes Weltcuprennen lief sie im Dezember 2002 in Davos, welches sie auf den 69. Platz über 10 km Freistil beendete. Bei den nordischen Skiweltmeisterschaften 2003 im Val di Fiemme errang sie den 36. Platz im Sprint und den neunten Rang mit der Staffel. Im Oktober 2004 holte sie in Düsseldorf mit dem 13. Platz im Sprint ihre ersten Weltcuppunkte. Dies war auch ihre beste Platzierung in einem Weltcupeinzelrennen. Bei den nordischen Skiweltmeisterschaften 2005 in Oberstdorf erreichte sie den 59. Platz über 10 km Freistil und den 47. Rang im Sprint. Bei den Olympischen Winterspielen 2006 in Turin errang sie den 47. Platz im Sprint und den neunten Rang mit der Staffel. 2009 gewann sie beim La Foulée Blanche über 42 km Freistil. Die Tour de Ski 2009/10 und 2010/11 beendete sie auf den 31. und den 25. Platz in der Gesamtwertung. Bei den Olympischen Winterspielen 2010 in Vancouver kam sie auf den 48. Platz im 15-km-Verfolgungsrennen. Bei den nordischen Skiweltmeisterschaften 2011 in Oslo belegte sie den 50. Platz im Sprint, den 45. Rang im 30-km-Massenstartrennen und den 13. Platz mit der Staffel. Im Januar 2012 siegte sie beim Marathon de Bessans über 42 km Freistil. Nach der Saison 2011/12 beendete sie ihre Karriere.

## Weltcup-Statistik
Die Tabelle zeigt die erreichten Platzierungen im Einzelnen.
- 1.–3. Platz: Anzahl der Podiumsplatzierungen
- Top 10: Anzahl der Platzierungen unter den ersten zehn
- Punkteränge: Anzahl der Platzierungen innerhalb der Punkteränge
- Starts: Anzahl gelaufener Rennen in der jeweiligen Disziplin
- Hinweis: Bei den Distanzrennen erfolgt die Einordnung gemäß FIS.

| Platzierung         | Distanzrennen a | Distanzrennen a | Distanzrennen a | Distanzrennen a | Distanzrennen a | Skiathlon Verfolgung | Sprint | Etappen- rennen b | Gesamt | Team c | Team c  |
| Platzierung         | ≤ 5 km          | ≤ 10 km         | ≤ 15 km         | ≤ 30 km         | > 30 km         | Skiathlon Verfolgung | Sprint | Etappen- rennen b | Gesamt | Sprint | Staffel |
| ------------------- | --------------- | --------------- | --------------- | --------------- | --------------- | -------------------- | ------ | ----------------- | ------ | ------ | ------- |
| 1. Platz            |                 |                 |                 |                 |                 |                      |        |                   |        |        |         |
| 2. Platz            |                 |                 |                 |                 |                 |                      |        |                   |        |        |         |
| 3. Platz            |                 |                 |                 |                 |                 |                      |        |                   |        |        |         |
| Top 10              |                 |                 |                 |                 |                 |                      |        |                   |        | 3      | 8       |
| Punkteränge         |                 |                 |                 |                 |                 | 4                    | 10     | 1                 | 15     | 9      | 11      |
| Starts              | 3               | 17              | 2               | 1               |                 | 10                   | 39     | 2                 | 74     | 9      | 11      |
| Stand: Karriereende |                 |                 |                 |                 |                 |                      |        |                   |        |        |         |